# Гвардия «Пантеры»
Гва́рдия «Панте́ры» (серб. Гарда Пантери), также 1-я Биели́нская легкопехо́тная брига́да (серб. Прва бијељинска лака пјешадијска бригада) — элитное подразделение Вооруженных сил Республики Сербской. В официальных документах именовалась как Первая биелинская легкопехотная бригада. Входила в состав Восточно-Боснийского корпуса.

## Образование
Создание Гвардии началось 27 марта 1992 года и закончилось 2 мая того же года, когда была сформирована Сербская национальная гвардия. Ею командовал Бранко Пантелич, после его гибели командование принял на себя Любиша «Маузер» Савич. До 4 сентября 1992 года именовалась Национальная гвардия САО Семберия и Маевица, затем стала называться Гвардия «Пантеры». Через неё прошло около 2 000 бойцов, 100 из них погибли в боях, примерно 800 были ранены.
Бригада классифицировалась как маневренная боевая единица и считалась одной из лучших в структуре Вооружённых сил Республики Сербской, умевшая адаптироваться к любой ситуации и применять соответствующую тактику при ведении боя. Она также известна и тем, что в годы войны использовала множество импровизированных единиц бронетехники, часть которых была создана из обычных гражданских грузовиков.

## Боевые действия
Стараниями Савича в бригаде «Пантеры» появился бронетанковый «железный батальон», на вооружении которого были танки Т-55, бронетранспортёры БТР-60ПБ и импровизированная бронетехника. Также была образована парашютно-десантная рота с пятью самолётами (в том числе учебно-тренировочным UTVA 75 и двумя бипланами Ан-2). Бригада отличалась не только наличием хорошей бронетехники и артиллерийской поддержки, но и наличием продуманной логистики и качественных средств связи. «Пантеры» занимались как доставкой гуманитарной помощи гражданскому населению, так и досмотром автоколонн войск Республики Сербской, конфискуя имущество, которое, по их мнению, было получено вследствие мародёрства. Остановленные ими колонны обычно принадлежали правившей Сербской демократической партии, с которой у командира бригады Любиши Савича возник серьёзный конфликт во время войны, или службам безопасности Республики Сербской.
«Пантеры» участвовали в деблокаде ряда городов и деревень, осаждённых АРБиГ. В конце января 1993 года бригада прибыла в район Братунаца в качестве подкрепления, а 1 февраля вместе с 1-й Братунацкой бригадой атаковала позиции боснийских мусульман к югу и юго-востоку от города, взяв деревню Воявица и восстановив подачу воды в город. Летом 1995 года «Пантеры» прорвали блокаду деревни Смолуча-Горня (нынешняя община Лукавац Федерации Боснии и Герцеговины), в которой собирались спасавшиеся от боснийцев беженцы. Деревня находилась недалеко от города Лукавац, откуда войска АРБиГ совершали свои вылазки. 18 июня, когда в Смолуче скопилось 7 тысяч гражданских, 2-й корпус АРБиГ под командованием хорвата Желько Кнеза и силы мусульманского ополчения вместе с хорватами сомкнули кольцо окружения. На протяжении нескольких месяцев бойцы подразделений ВРС и местные мужчины удерживали оборону, отбивая атаки за счёт исключительно лёгкого стрелкового и охотничьего оружия. Однако еда и боеприпасы заканчивались, а доставка медикаментов была перекрыта осаждавшими. Постоянными миномётными и артиллерийскими обстрелами боснийцы терроризировали гражданское население, даже успев занять часть деревни. 27 августа силы «Пантер» под командованием Бранко Пантелича и Любиши Савича прибыли к деревне на бронеавтомобилях: врага удалось оттеснить, а 31 августа 1-я и 2-я Озренские бригады окончательно прорвали кольцо окружения и отбросили АРБиГ, позволив мирному населению покинуть деревню.

## Память
Бригада награждена орденом Неманича и орденом Звезды Карагеоргия II степени. Орден Неманича был присвоен бригаде в 1993 году, благодаря чему она стала первым кавалером этого ордена из соединений ВРС.
В настоящее время в Биелине действует объединение ветеранов Гвардии. Ветераны пытаются добиться присвоения какой-либо улице Биелины имени Любиши Савича, однако эта инициатива до сих пор не увенчалась успехом.
Любише Савичу и бригаде «Пантеры» посвящены несколько песен сербского автора-исполнителя Роки Вуловича:
- «Panteri (Mauzer)» (припев Panteri, panteri, vi ste hrabri momci…)[11]
- «Pjesma o Mauzeru» (припев Legenda si bio, legenda ostao…)[12]
- «Panteri» (припев Panteri, vi ste naša srpska garda)[13]

## Известные бойцы
- Бранко Пантелич (командир, погиб 4 сентября 1992)
- Любиша Лазич (капитан ВРС)
- Любиша «Маузер» Савич (майор ВРС, командир бригады)[2]
- Нико Сиерич (начальник штаба[14], ранее командир антитеррористического подразделения)[2]
- Душан Тузланчич[2]
- Петар Цветинович (председатель объединения ветеранов)[2]
- Милован Петричевич (командир расчёта ПВО)[2]
- Йовица Крсманович[2]